# Krystyna Piotrowska
Krystyna Piotrowska (ur. 1949 w Zabrzu) – polska artystka wizualna, graficzka, autorka filmów i instalacji, kuratorka wystaw.

## Edukacja
Dzieciństwo spędziła na Śląsku. W latach 1966–1972 studiowała na Wydziale Architektury Wnętrz w Akademii Sztuk Pięknych w Krakowie. W latach 1972–1975 na Wydziale Grafiki w Państwowej Wyższej Szkole Sztuk Plastycznych w Poznaniu. A w latach 1985–1990 studiowała w Grafik Skolan Forum w szwedzkim Malmö, gdzie doskonaliła techniki warsztatowe w pracowni Bertila Lundberga.

## Twórczość
We wczesnym etapie twórczości Piotrowska zajmowała się głównie grafiką. Podstawowym motywem jej prac był autoportret i portret. Z fotograficznym realizmem przenosiła wizerunki swojej twarzy ze zdjęć na kamień litograficzny. Możliwość multiplikowania odbitek graficznych pozwoliło jej na przetwarzanie wydrukowanych twarzy, cięcie, sklejania na nowo, dodawanie nowych fragmentów innych twarzy. Powstały grafiki, na których na wzór policyjnych rejestrów stworzyła zestawy oczu, nosów i ust oraz innych części ciała. Matryca graficzna służyła jej nie tylko do odbijanie prac, ale pozwalała na eksperymenty z procesem graficznym.
W latach 1978–1984 prowadziła w Poznaniu Galerię ON (od 1980 razem z Izabellą Gustowską). Gdzie odbyły się jedne z pierwszych wystaw feministycznych, w których brały udział kobiety-artystki. Była współinicjatorką i organizatorką pierwszej (i jak dotąd ostatniej) wystawy Marcela Duchampa w Polsce, która odbyła się w Galerii ON w 1980 roku i w Galerii Studio w Warszawie w 1981 roku.
Po wprowadzeniu stanu wojennego razem z mężem Grzegorzem Gaudenem w 1984 wyemigrowała do Szwecji. W Szwecji dalej zajmowała się grafiką i na bazie technik, które opanowała, tworzyła monumentalne prace na płytach aluminiowych.
W 2001 wróciła z emigracji do Polski i zamieszkała w Warszawie, gdzie mieszka do dzisiaj.
Od 2006 do 2012 była inicjatorką i kuratorką cyklu wystaw „Projekt Próżna”. Wystawy te poruszały tematy polsko-żydowskiej historii, zagłady i antysemityzmu. Odbywały się w opuszczonych kamienicach przy ul. Próżnej w Warszawie, jedynej ulicy która ocalała z warszawskiego getta. Tam pokazała swoje pierwsze instalacje: Luli,Luli, Karp, Dywan, Le Palais, a także filmy Joga1, Joga 2, Lekcja polskiego, Dybuk. Na 40-lecie antysemickiej nagonki i masowej emigracji Żydów z Polski nakręciła dwuekranowy film Wyjechałem, wyjechałam z Polski bo....
W 2008 powstała praca Dywan w tworzeniu, której po raz pierwszy wykorzystała ludzkie włosy. Włosy na długie lata stały się głównym medium używanym przez artystkę.
Przez 6 lat wykładała grafikę na Summer Academy of Art w Salzburgu.
Jej twórczości dotyka głównie tematu identyfikacji, pamięci, przemijania, tożsamości żydowskiej.

## Wybrane wystawy
- 2022 – Krystyna Piotrowska. Studium, Galeria Studio, Warszawa[3][4]
- 2022 – Córka myśliwego, Galeria Wizytująca, Warszawa[5][6]
- 2021/22 – Patrz mi w oczy, Galeria Biała, Lublin[7]
- 2017 – Jest czego nie ma, PGS Sopot[8]
- 2013 – Jej włosy, MOCAK, Kraków[9]
- 2012 – Riflessi, Instytut Polski w Rzymie[10]
- 2011 – Złote włosy Małgorzaty, BWA Poznań, Centrum Sztuki Współczesnej „Znaki Czasu”, Toruń[11]
- 2011 – Historia w sztuce, MOCAK, Kraków
- 2008 – Dokument podróży, Zachęta Narodowa Galeria Sztuki, Warszawa; Galeria Wizytująca, Warszawa[12]
- 2008 – Moja, twoja, prawa, lewa strona, Centrum Sztuki Współczesnej, Warszawa
- 2005 – Otwarta Pracownia, Kraków
- 2005–2012 – Projekt Próżna, Warszawa
- 1998 – Graficy, wystawa grafiki artystów polonijnych, Zachęta, Warszawa[13]
- 1997 – Fragmenty kolekcji. Grafika, Galeria Kordegarda, Warszawa[12]
- 1996 – Konsthallen, Tomelilla, Szwecja
- 1994 – Muzeum Sztuki Współczesnej, Radom; „Izabella Gustowska. Krystyna Piotrowska. Reflection”, Konsthallen, Lund, Szwecja
- 1991 – Grafiska Sällskapet, Sztokholm, Szwecja
- 1988 – Lang Gallery, Malmö, Szwecja
- 1987 – Galeria Wielka 19, Poznań
- 1986 – Grafiska Sallskapet, Sztokholm, Szwecja
- 1981 – Galeria Studio, Warszawa
- 1978 – BWA, Poznań; BWA, Zielona Góra; Galeria Foto – Medium – Art, Wrocław
- 1977 – Galeria ON, Poznań; Galeria Kalambur, Wrocław

## Nagrody, wyróżnienia, stypendia[2]
- 1977 – Stypendium Rządu Francuskiego
- 1978 – 8. Nagroda, Międzynarodowe Biennale Grafiki, Frechen
- 1979 – Prix d’Achat na Międzynarodowym Biennale Grafiki w Ljubljanie
- 1988 – Ellen Trotzig Stypendium, Szwecja
- 1989 – Nagroda Jury, Międzynarodowe Biennale Grafiki, Ljubljana
- 1990 – Nagroda Kulturalna miasta Lund
- 1991 – Nagroda Jury, Międzynarodowe Biennale Grafiki, Sapporo
- 1991 – Wyróżnienie, Międzynarodowe Biennale Grafiki, Bharat Bhavan, Indie
- 1992 – Nagroda i Medal, V Międzynarodowe Triennale Rysunku, Wrocław
- 1993 – 1. Nagroda, Międzynarodowe Biennale Grafiki, Sapporo
- 1994 – 1. Nagroda, I Biennale Autoportretu, Radom
- 1997 – Nagroda Regulaminowa, Integrafia, Katowice
- 2000 – Nagroda Regulaminowa, Integrafia, Katowice
- 2005 – Nagroda Klubu Krytyki Artystycznej Galerii Pokaz, Warszawa

## Prace w zbiorach[2]
- MOCAK – Muzeum Sztuki Współczesnej, Kraków
- Centrum Sztuki Współczesnej – Znaki Czasu, Toruń
- Muzeum Narodowe – Warszawa, Poznań, Wrocław
- Muzeum Sztuki Nowoczesnej, Łódź
- Muzeum Sztuki Współczesnej, Radom
- Muzeum Miejskie, Zabrze
- Victoria and Albert Museum, Londyn
- Alvar Aalto Musueum, Jyväskylä (Finlandia)
- Moderna Museet, Sztokholm (Szwecja)
- Muzeum Sztuki – Malmö, Göteborg, Norrköping, Kristianstad (Szwecja)
- Muzeum Sztuki Współczesnej, Sapporo (Japonia)